# Piede di porco

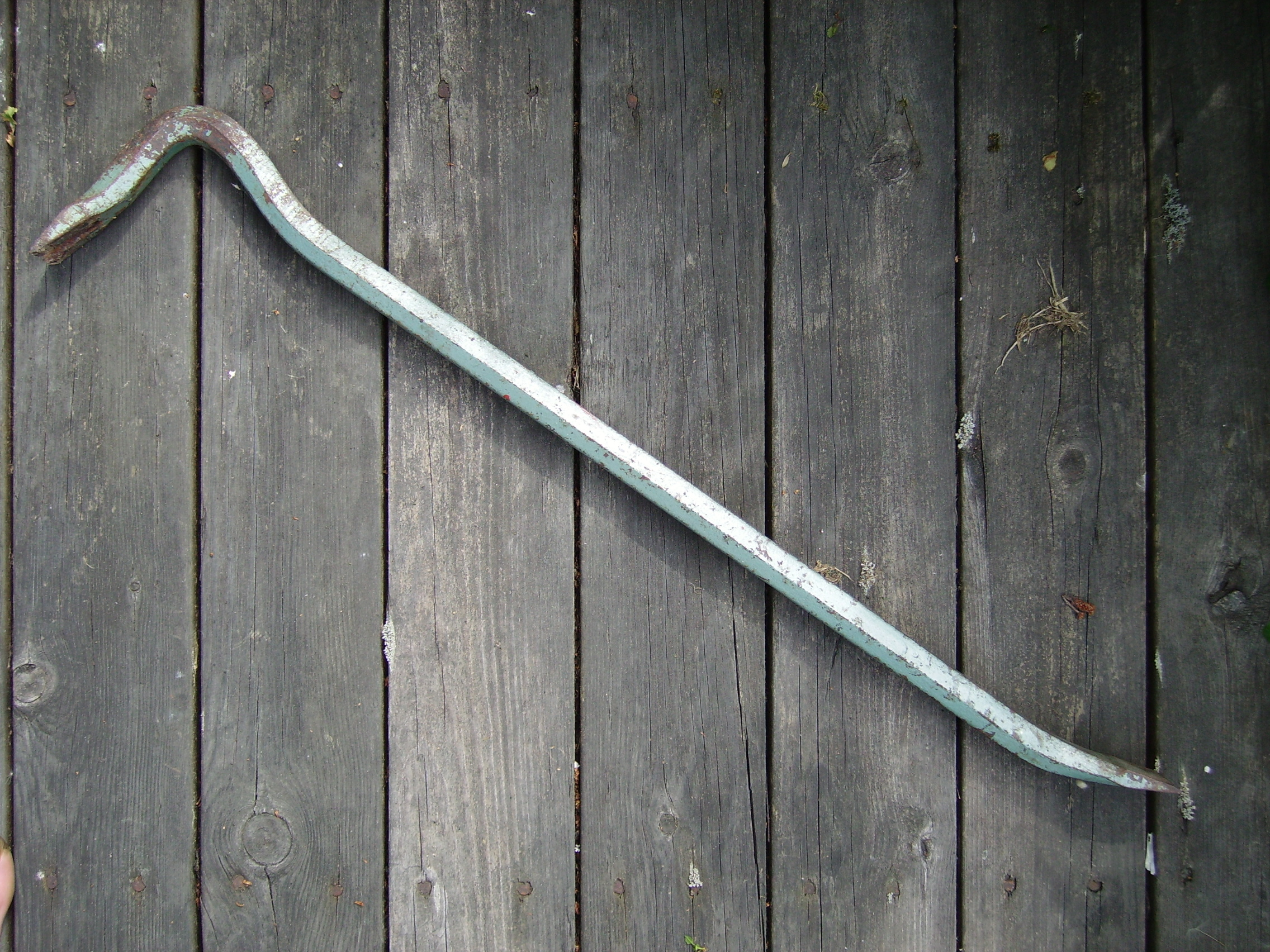
Un piede di porco

Il piede di porco (anche levachiodi, cavachiodi o palanchino) è uno strumento usato con lo scopo di forzare serramenti, listelli, chiodature, lamierati e altri materiali. È costituito da una barra di ferro ricurva, con un lato acuminato.
Deve il suo nome alla sua forma, somigliante alla zampa di un maiale.

## Utilizzo

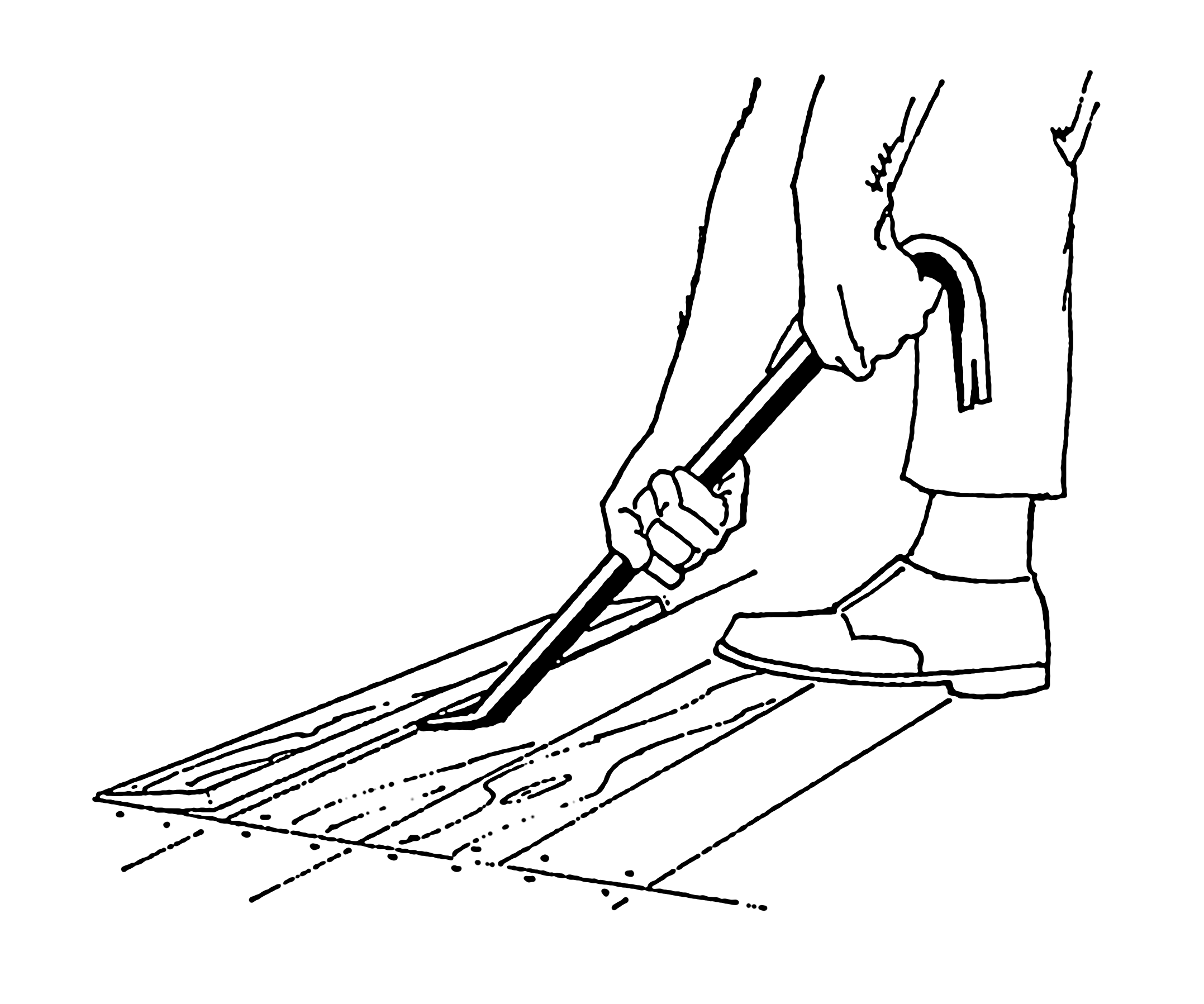
Utilizzo del piede di porco per la rimozione di assi di legno.

Il piede di porco è utilizzato da vari soggetti, tra cui vigili del fuoco, sfascia carrozze o ladri per forzare serrature o serramenti utilizzando il principio della leva. Può anche occasionalmente essere utilizzato come arma contundente.
Si utilizza inserendo l'intaglio sotto la testa del chiodo e tirando quindi il levachiodi facendo leva sulla sua parte curva, sino ad ottenere l'estrazione del chiodo.
Un utilizzo tipico del levachiodi è quello di schiodare le assi componenti le casse da imballaggio in legno, ma può essere usato anche come una leva generica per vari lavori. Un'altra versione infatti, al posto dell'impugnatura porta un'estremità appiattita e piegata, proprio per accentuare la possibilità di utilizzo come leva.